# Cantón de Serrières
El cantón de Serrières era una división administrativa francesa, que estaba situada en el departamento de Ardecha y la región de Ródano-Alpes.

## Composición
El cantón estaba formado por diecisiete comunas:
- Andance
- Bogy
- Brossainc
- Champagne
- Charnas
- Colombier-le-Cardinal
- Félines
- Limony
- Peaugres
- Peyraud
- Saint-Désirat
- Saint-Étienne-de-Valoux
- Saint-Jacques-d'Atticieux
- Savas
- Serrières
- Thorrenc
- Vinzieux

## Supresión del cantón de Serrières
En aplicación del Decreto nº 2014-148 de 13 de febrero de 2014, el cantón de Serrières fue suprimido el 22 de marzo de 2015 y sus 17 comunas pasaron a formar parte; quince del nuevo cantón de Sarras, una del nuevo cantón de Annecy-1 y una del nuevo cantón de Annecy-2.